# Cornerback

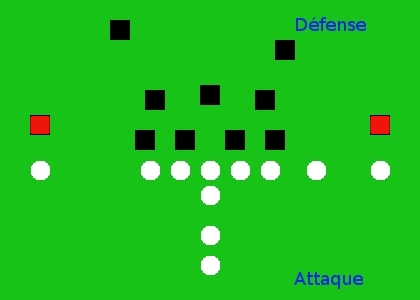
Position des cornerbacks (en rouge) dans un formation classique au football américain.

Un cornerback (appelé demi de coin au Canada) est un joueur de football américain ou de football canadien évoluant au sein du champ arrière de l'escoudade défensive, au même titre que les safetys. Ce type de joueur est le plus rapide au sein d'une équipe, partageant parfois cet attribut avec leurs adversaires directs de l'attaque, les wide receivers.
Leurs numéros sont le plus souvent compris entre "20" et "45".

## Rôles
Les cornerbacks sont placés dans l'alignement de départ juste en face des wide receivers et ont pour rôle principal de les marquer durant leur parcours en rivalisant avec ceux-ci au niveau de la vitesse pour les empêcher de réussir une réception. Accessoirement, ils ont aussi pour but d'intercepter le ballon envoyé par le quarterback.
Ils peuvent également participer aux blitz afin d'effectuer un sack sur le quarterback tout en prenant le risque de laisser sans couverture un receveur potentiel.
Lors d'un jeu de course adverse, ils doivent tenter de se défaire du marquage effectué par leur wide receiver afin de tenter de plaquer le porteur du ballon.
Grâce à leur vitesse et leurs qualités athlétiques, les cornerbacks peuvent également être insérés en équipes spéciales afin de retourner les punts ou les kickoffs.
Ils ont également 3 types de jeux :
- La zone : le joueur couvre une zone délimité et si quelque rentre dans cette zone, il doit alors aller le marquer ;
- Le man to man : dans ce type de jeux, le joueur à un joueur attribué qu'il doit suivre tout au long du jeux sauf s'il s'agit d'une course ;
- Le blitz : ce type de jeu consiste à tenter de plaquer le quarterback.